# ISS (ruimtestation)
Het ISS of het internationale ruimtestation (Engels: International Space Station) is een ruimtestation dat in een baan om de aarde draait en door verschillende landen wordt gebouwd, bemand en bekostigd. Op 20 november 1998 werd de eerste module gelanceerd en sinds 2 november 2000 is het station permanent bewoond. Gedurende de eerste twee decennia van de 21e eeuw is het station continu uitgebreid.

## Oorsprong
Op 25 januari 1984 kwam de Amerikaanse president Ronald Reagan met het voorstel van een internationaal ruimtestation, onder de naam Freedom. Hier kwam echter weinig van terecht en begin jaren negentig waren zowel het concept als de naam gewijzigd. Rusland, dat inzag dat er in de eigen Mir geen toekomst meer zat, dacht positief over het nieuwe ruimtestation. Het enige struikelblok was de nieuw voorgestelde naam: Alpha. Uiteindelijk werd gekozen voor de naam International Space Station, dat in elke taal op eigen wijze wordt geschreven. De Russische plannen voor een opvolger van de Mir (Mir 2) verdwenen in de koelkast.
Om ervaring op te doen met ruimtestations (onder andere het langdurig verblijf in de ruimte), gingen de VS en Rusland een samenwerking aan, waarbij veelvuldig gebruik werd gemaakt van de Mir. Deze samenwerking werd bekend onder de codenaam Phase One (Eerste fase). In september 1993 kondigden Al Gore en Viktor Tsjernomyrdin de plannen aan voor een vervolg: Phase Two (tweede fase). Deze nieuwe fase zou bestaan uit het daadwerkelijk bouwen van het internationale ruimtestation.
Op 29 januari 1998 werden de akkoorden voor het ruimtestation ondertekend door zestien landen. Het vormde de basis voor het grootste internationale wetenschappelijk project uit de geschiedenis van de ruimtevaart. De deelnemende landen zijn (in alfabetische volgorde):
- België
- Brazilië
- Canada
- Denemarken
- Duitsland
- Frankrijk
- Italië
- Japan
- Nederland
- Noorwegen
- Rusland
- Spanje
- Verenigd Koninkrijk
- Verenigde Staten
- Zweden
- Zwitserland

Na het voltooien van het ruimtestation zal Phase Three (derde fase) aanbreken: een voor onbepaalde tijd volledig functionerend en permanent bewoond internationaal ruimtestation in een baan om de aarde.

## Onderdelen
Het ISS bestaat voornamelijk uit een raamwerk/geraamte (truss, combinatie van truss-elementen), modules, zonnepanelen, en "radiatoren" om overtollige warmte uit te stralen.

## Bijdragen door landen
Voor de volledige bouw van het ruimtestation zullen minstens vijftig transportvluchten nodig zijn. Voor deze vluchten werd tot 2011 gebruikgemaakt van Amerikaanse Spaceshuttles. Momenteel (2023) wordt de verbinding onderhouden door het onbemande Russische Progress-ruimtevaartuig, het Japanse H-II Transfer Vehicle (HTV) en sinds 2011 de commerciële SpaceX Dragon en de Cygnus van Northrop Grumman Innovation Systems, die onder NASA's Commercial Resupply Services-programma opereren. ESA heeft enige tijd met het ATV bevoorradingsmissies uitgevoerd. De overige landen leveren geld, onderdelen van het ruimtestation en kennis.
Vanaf 2020 zullen de Crew Dragon van SpaceX en de Starliner van Boeing, die onder NASA's Commercial Crew-programma zijn ontwikkeld, bemanningen voor de Amerikaanse, Europese, Japanse en Canadese ruimtevaartorganisaties naar en van het ISS vervoeren. Ook zal er op iedere Commercial Crew-vlucht een stoel voor ten minste één Rus worden gereserveerd om te garanderen dat het Russische gedeelte van het ISS ook bij mogelijke problemen met de Sojoez bemand is. Hoewel de Crew Dragon en de Starliner aanvankelijk meer bemanning mee zouden kunnen nemen (7 en 6) zijn de interieurs van beide ruimteschepen aangepast naar maximaal vier man per vlucht. Het plan was dat ook de Dream Chaser-cargo vanaf 2019 als commercieel ruimtevrachtschip het ISS zou gaan bevoorraden. Anno 2024 is de Dream Chaser nog niet beschikbaar.
Om onderzoeksresultaten terug op aarde te krijgen zijn er momenteel drie mogelijkheden. De SpaceX Cargo Dragon kan net als de eerdere Dragon flink wat vracht terug naar aarde brengen. Sinds 2018 wordt de Japanse HTV met een kleine terugkeermodule voor onderzoeksmonsters uitgerust. En ook kunnen kleine hoeveelheden vracht mee met bemande ruimteschepen. Wanneer de Dream Chaser vliegt kan deze ook vracht mee terugnemen.
De Cygnus en de Progress functioneren behalve als vrachtschip ook als boosters. Met de kracht van de motoren van beide capsules kan het ISS zo nu en dan worden voortgestuwd om op de juiste snelheid in de gewenste baan te blijven. Op een hoogte van 400 kilometer zweven namelijk losse gasmoleculen rond die satellieten op die hoogte vertragen. Zou er niet zo nu en dan een boost plaatsvinden dan zou het ISS te zijner tijd, net als Skylab in de jaren 1970, terug op aarde vallen.

### Verenigde Staten
Naast de vluchten die de VS geleverd heeft; leveren ze ook fundamentele modules, zonnepanelen en laboratoria en ze nemen een groot deel van de logistiek voor haar rekening. Hiermee leveren zij de grootste bijdrage aan het ISS. Het oorspronkelijke budget van de VS is al flink overschreden, van 8 miljard naar 92 miljard.

### Canada
De Canadese ruimtevaartorganisatie draagt bij aan het internationale ruimtestation ISS met een zeer geavanceerde robotarm. Daarnaast levert Canada camerasystemen die zijn toegespitst op gebruik in de ruimte.

### Europa
De Europese landen die deelnemen aan het ISS, onder de vlag van de ESA, leveren gezamenlijk onder meer een uitgebreid laboratorium (Columbus), datamanagementsystemen en de European Robotic Arm. Hiernaast hebben de ESA-lidstaten Node 2 en 3 gemaakt, in ruil voor het vervoer van Columbus door NASA naar het ISS. Zo werd ook Cupola gemaakt, voor het vervoer van vier buitenexperimenten: EuTEF, SOLAR, ACES en ASIM.
Op 3 april 2008 koppelde de Jules Verne, het Europese Automated Transfer Vehicle, zich aan het ISS. Dit vrachtruimteschip koppelt zich automatisch aan het ISS. Het zorgt voor bevoorrading en voor de afvoer van afvalstoffen.
Europa levert een van de grootste bijdragen aan het ISS.

### Italië
Onafhankelijk van de ESA levert Italië een drietal logistieke modules.

### Japan
De Japanse ruimtevaartorganisatie levert een laboratorium en een grote hoeveelheid wetenschappelijke instrumenten.

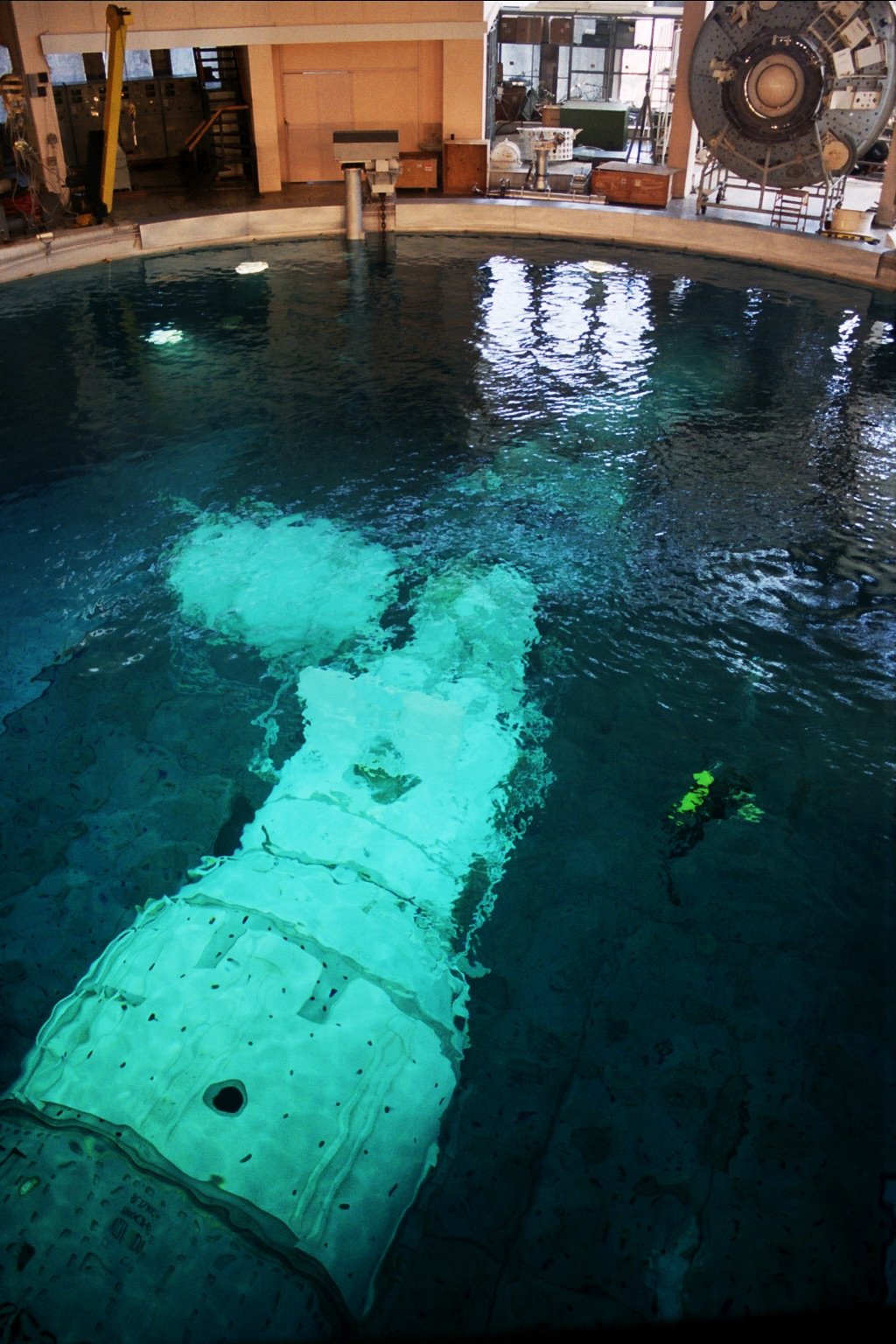
Een duiker oefent met de Zvezdamodule in Sterrenstad.

### Rusland
Na de VS en Europa levert Rusland de grootste bijdrage aan het ISS. Naast de transporten met de Progress-ruimtevaartuigen verzorgt Rusland servicemodules en onderzoekslaboratoria. Tevens bracht Rusland de eerste module van het ISS in een baan om de aarde. Zij hebben tot nu toe twee laboratoria geleverd, waaronder de Zarja. Deze module wordt gebruikt voor de communicatie en het controleren van het ruimtestation. In Sterrenstad zijn trainingsfaciliteiten aanwezig voor alle Russische modules.

### Brazilië
De Braziliaanse ruimtevaartorganisatie zou instrumenten en bevestigingssystemen leveren om buitenexperimenten uit te kunnen voeren. Dit is van groot belang voor experimenten met langdurige blootstelling aan het ruimtevacuüm.

### België en Nederland
Beide landen hebben via de ESA bijgedragen aan de ontwikkeling van de Columbus-module. De Belg Frank De Winne was in 2009 gedurende twee maanden de eerste niet-Amerikaanse en niet-Russische gezagvoerder van het ISS. De Nederlander André Kuipers verbleef er in 2004 tien dagen en in 2012 een half jaar.

## Bestaande modules
De Tweede fase ging op 20 november 1998 van start toen vanaf Bajkonoer in Kazachstan een Proton-raket met de Zarja-module vertrok.

### Zarja

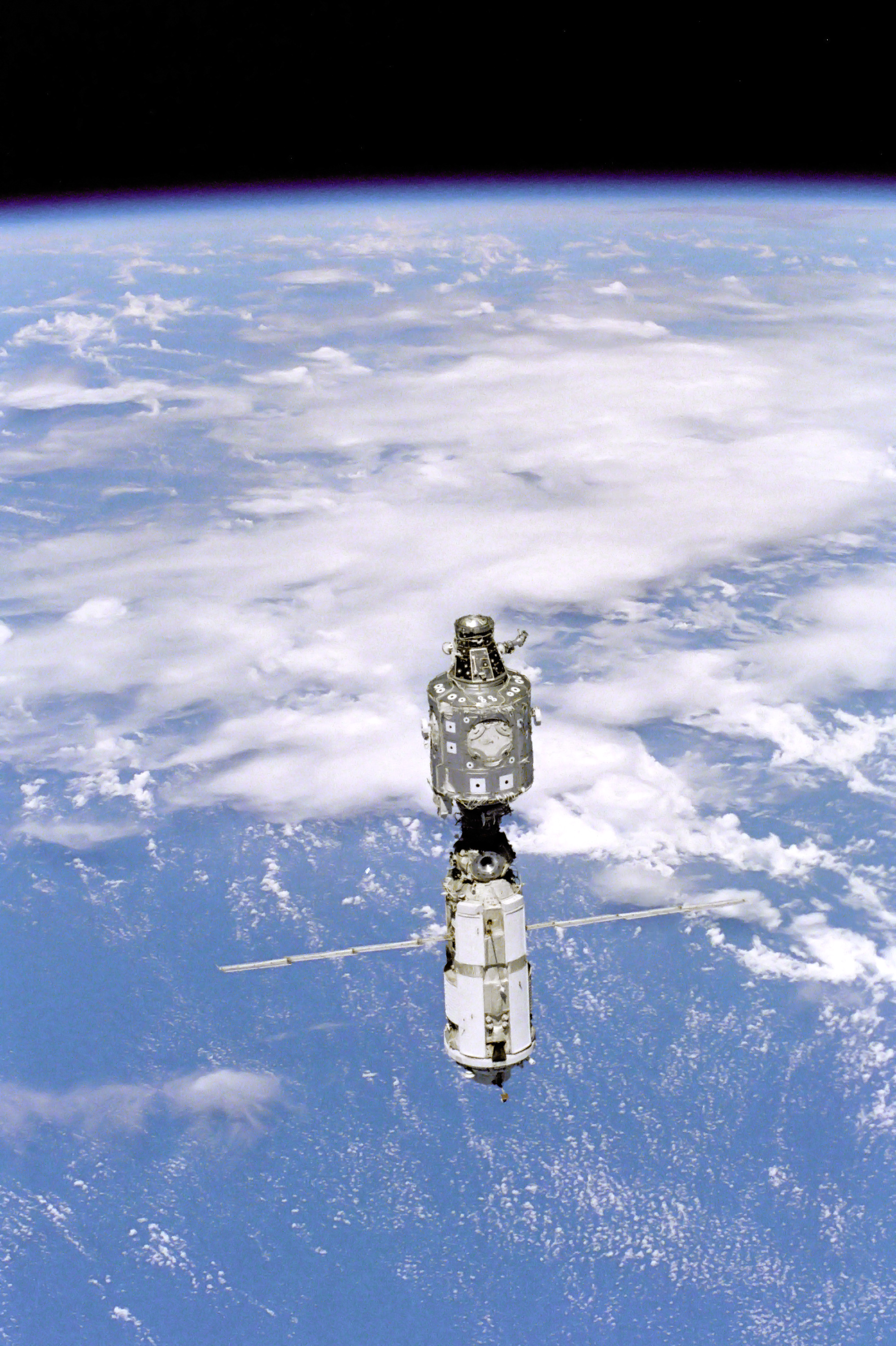
Zarja (onder) en Unity (boven) gekoppeld (juni 1999)

De Zarja-module, Engels: Zarya, (Russisch voor dageraad) verzorgt de energievoorziening, opslagruimte en bijsturing tijdens de beginfase van de bouw van het ruimtestation. Deze module is tussen 1994 en 1998 gebouwd en gefinancierd door de VS. Zarja is gelanceerd op 20 november 1998. Zarja heeft een lengte van 12,56 m, een diameter van 4,11 m en een massa van 19 323 kg. Na het in baan brengen van de module traden er problemen op met de stroomvoorziening, maar die konden eenvoudig worden opgelost.

### Unity
Op 4 december 1998 lanceerden de Amerikanen de Unity-module (Engels voor Eenheid) aan boord van de Spaceshuttle Endeavour. Een dag later, op 5 december, werd de koppeling tussen Zarja en Unity ingezet en op 12 december was deze voltooid. De Unity-module beschikt over een zestal koppelingspoorten waaraan later andere modules worden bevestigd. De Unity-module heeft een lengte van 5,49 m, een diameter van 4,57 m en een massa van 11 612 kg.

### Zvezda

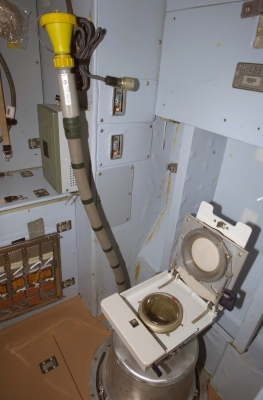
Ruimtetoilet van de Zvezda-module

De Zvezda-module (Russisch voor ster) werd op 12 juli 2000 gelanceerd vanaf Bajkonoer. Als gevolg van de ernstige financiële problemen bij de Russen werd deze lancering niet verzekerd en was er geen back-up. Omdat de NASA dat erg riskant vond bouwden ze de Interim Control Module voor het geval dat de lancering van Zvezda zou mislukken of ernstige vertraging zou oplopen. De lancering van Zvezda verliep echter probleemloos.
Naast een cilindervormig werkcompartiment beschikt Zvezda over slaapplaatsen voor twee bemanningsleden, een fitnessruimte, een ruimtetoilet, een luchtsluis en een drukloze werkplaats. Verder beschikt ze over apparatuur voor lucht- en waterzuivering. Een op de grond beproefde methode om water uit urine terug te winnen bleek in het ISS echter onmogelijk. De dichtheid van beenderen in microzwaartekracht neemt af. Hierdoor scheidt het menselijk lichaam meer calcium via de urine uit. Het bezinksel verstopte de apparatuur. Zvezda heeft een lengte van 13,10 m, een diameter van maximaal 4,15 m en een massa van 19 050 kg.

### Z1 Truss
"Truss" (Integrated Truss Structure of ITS; truss = "vakwerk") vormt het geraamte van het ISS waarvan Z1 Truss (11 oktober 2000 gelanceerd) een tijdelijk koppelingsstuk vormt. Daarnaast bevat Z1 Truss gyroscopen, communicatieapparatuur en systemen om elektrische ladingen in het station te neutraliseren. De lengte van Z1 Truss is 4,90 m, de diameter 4,20 m en de massa is 8755 kg.

### P6 Truss
De tweede Truss-module, P6 Truss, werd gelanceerd op 30 november 2000 en bevat een reeks zonnepanelen, radiatoren en pompen. Tot oktober 2007 was de P6 Truss gekoppeld aan de Z1 Truss. Bij shuttlevlucht STS-120 is de P6 Truss verplaatst naar de definitieve locatie aan de P5 Truss. P6 Truss heeft een lengte van 73,20 m, diameter van 10,70 m en een massa van 15 900 kg.

### Destiny Laboratory
Het Destiny Laboratory werd op 7 februari 2001 gelanceerd en doet dienst als laboratorium. Er wordt onder andere (fundamenteel) onderzoek gedaan naar materialen en ziekten waarbij afwezigheid van zwaartekracht nodig is. Verder beschikt Destiny over systemen voor temperatuur- en luchtvochtigheidsbeïnvloeding. De bouw van het laboratorium is in 1995 begonnen door Boeing, het heeft een lengte van 8,53 m, diameter van 4,27 m en een massa van 14 515 kg.

### Canadarm2
De Canadarm2 werd op 19 april 2001 gelanceerd en is een robotarm die is gebaseerd op de robotarm die wordt gebruikt in de Space Shuttle, maar verder is ontwikkeld. Deze robotarm is van essentieel belang bij het verder uitbouwen van het ruimtestation. Hij beschikt over een zevental motoren en is in gestrekte staat 17,60 m lang. De massa van deze robotarm is 1800 kg.

### Quest Joint Airlock-module
Op 12 juli 2001 werd de Quest Joint Airlock Module gelanceerd. Deze module is hoofdzakelijk bedoeld als geavanceerde luchtsluis om ruimtewandelingen te vereenvoudigen. Intern zijn er in de Airlock twee compartimenten te onderscheiden. De "Equipment lock" dient voor de opslag van ruimtepakken en apparatuur en vanuit de "Crew lock" kunnen astronauten de ruimte betreden. Dit systeem is net als de robotarm gebaseerd op Space Shuttle-techniek, maar verder verfijnd om lekkage van zuurstof te verminderen. De lengte van de Airlock is 5,50 m, de diameter is 4,00 m en de massa is 6064 kg.

### External Storage Platform (ESP-1)
Dit kleine platform dient voor de opslag van reserveonderdelen van het ruimtestation en is gelanceerd met Spaceshuttle Discovery-vlucht STS-102 en geplaatst op 13 maart 2001. Het is geïnstalleerd op het Destiny Laboratory en weegt 2676 kilogram.

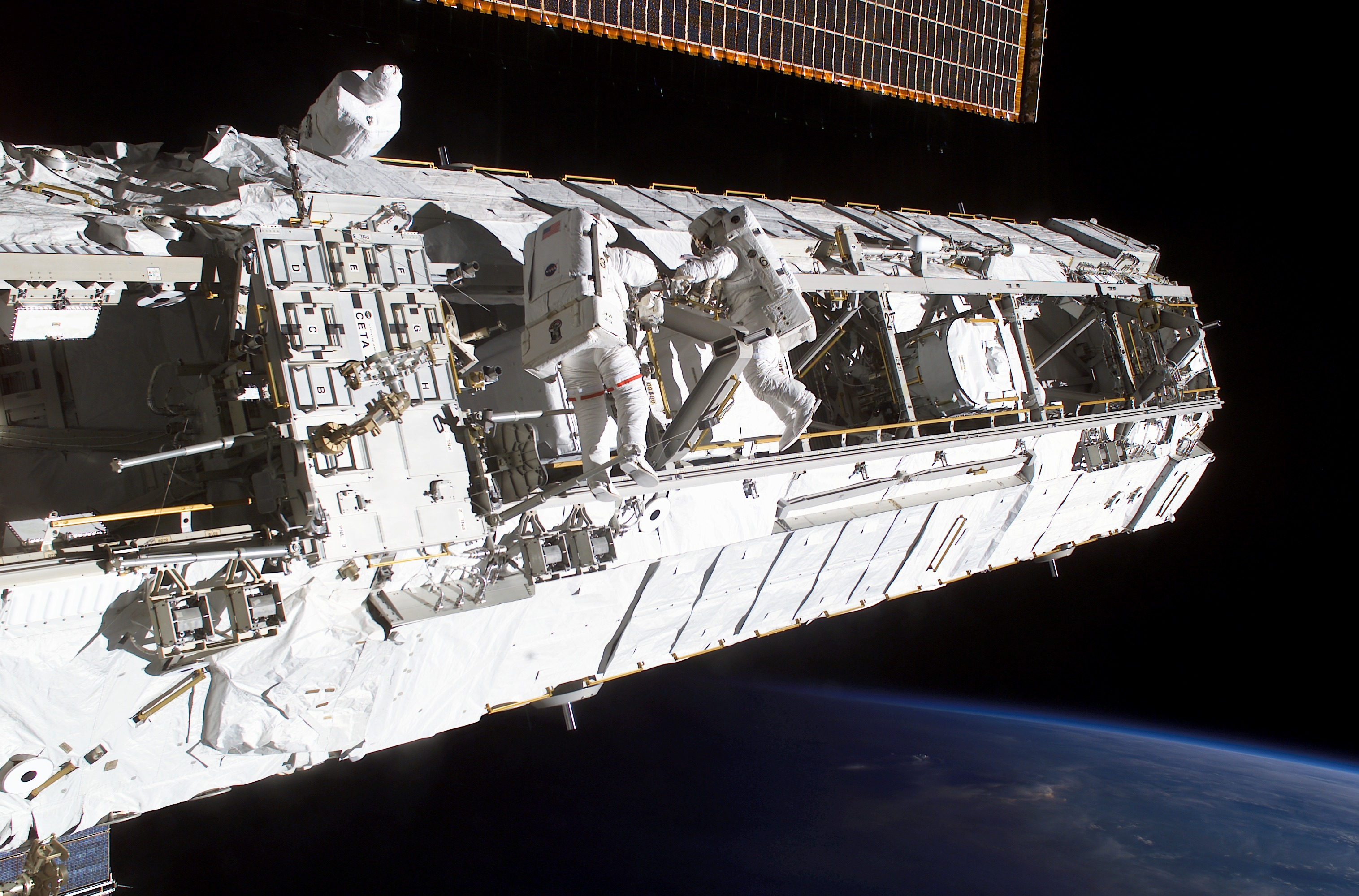
Truss-raamwerk

### S0 Truss
De S0 Truss die op 8 april 2002 werd gelanceerd vormt samen met de andere Truss-modules het geraamte van het ISS. Uiteindelijk wordt de al eerder aangebrachte Canadarm2 aan de S0 Truss gekoppeld. De S0 Truss is 13,40 m lang, 4,60 m breed en heeft een massa van 12 247 kg.

### Mobile Base
Met de op 5 juni 2002 gelanceerde Mobile Base kan in de toekomst de eerder aangebrachte Canadarm2 over rails verplaatst worden om zodoende een groter gebied te kunnen bedienen.

### S1 Truss
De S1 Truss werd op 7 oktober 2002 gelanceerd en dient als koppelingsstuk voor de later toe te voegen Starboard MT. De S1 Truss is 13,70 m lang en 3,90 m breed. De massa bedraagt 12 598 kg.

### P1 Truss
De P1 Truss die op 23 november 2002 werd gelanceerd, is gekoppeld aan de S0 Truss en vormt daarmee de koppeling voor de later aan te brengen ULC-modules. De lengte is 13,70 m, de breedte is 3,90 m en de massa is 12 598 kg.

### External Storage Platform (ESP-2)
Dit platform dient voor de opslag van reserveonderdelen van het ruimtestation en is gelanceerd met Spaceshuttle Discovery-vlucht STS-114 en geplaatst op 26 juli 2005. Het is geïnstalleerd op de Quest Joint Airlock en weegt 2676 kilogram.

### P3/P4 Truss
De P3/P4 Truss werd op 9 september 2006 gelanceerd met Spaceshuttle Atlantis-vlucht STS-115 en bestaat uit een set beweegbare zonnepanelen, zodat ze op de zon gericht kunnen worden. De P3/P4 Truss is gekoppeld aan de P1 Truss en heeft een breedte van 13,70 m en een massa van 15 900 kg. De uitgeklapte zonnepanelen hebben een "vleugelwijdte" van 73,2 m.

### P5 Truss
De P5 Truss werd op 9 december 2006 gelanceerd met Spaceshuttle Discovery-vlucht STS-116 en bestaat uit een constructie die als afstandhouder dient tussen de P3/P4 Truss en de P6 Truss (tijdens STS-120). De P5 Truss is 3,4 meter breed en weegt 5600 kilo.

### S3/S4 Truss
De S3/S4 Truss is het tweede stuurboordsegment dat op 8 juni 2007 gelanceerd werd met Spaceshuttle Atlantis-vlucht STS-117 en op 12 juni 2007 werd vastgekoppeld aan het eerste stuurboordsegment S1. S3/S4 Truss bestaat uit een set zonnepanelen, die beweegbaar zijn zodat ze op de zon gericht kunnen worden en een stroomvoorziening vormen voor het ruimtestation.

### S5 Truss
De S5 Truss werd op 8 augustus 2007 gelanceerd met Spaceshuttle Endeavour-vlucht STS-118. De S5 Truss is de stuurboord-afstandhouderconstructie die tussen de S3/S4 Truss en de S6 Truss zit. De S5 Truss is 3,4 meter breed en weegt 1864 kilo.

### External Storage Platform (ESP-3)
Dit platform dient voor de opslag van reserveonderdelen van het ruimtestation en is gelanceerd met Spaceshuttle Endeavour-vlucht STS-118. Het is het eerste grote onderdeel dat zonder hulp van astronauten is geïnstalleerd en enkel met behulp van de robotarmen van de Space Shuttle en ISS. ESP-3 is geïnstalleerd op de P3 Truss.

### Node 2 (Harmony)
Node 2, omgedoopt naar Harmony, is op 26 oktober 2007 aan het ISS gekoppeld. De module werd gebracht met Spaceshuttle Discovery-vlucht STS-120. Node 2 is gekoppeld aan Destiny. Het Europese ruimtelaboratorium Columbus en het Japanse Kibō-laboratorium zijn in 2008 aan Harmony gekoppeld. Tevens kon er een Multipurpose Logistics Module aan worden bevestigd. PMA-2 was de voornaamste koppelpoort voor de Spaceshuttle, en zit aan het uiteinde bevestigd. In 2016 en 2018 zijn op PMA-2 en PMA-3 International Docking Adapters IDA-2 en IDA-3 geplaatst die het mogelijk maken dat de Dragon 2 (zowel Cargo- als Crew-uitvoeringen) en de Starliner bij het ISS kunnen aankoppelen.
De Nadir- en de Zenit-poort op Node 2 worden gebruikt voor Cygnus- en HTV-vrachtschepen. Eerder werd ook de in 2020 buiten gebruik gestelde Dragon 1 er aangekoppeld.

### Columbus
Columbus is het primaire onderzoekslaboratorium voor de Europese ruimtevaartorganisatie ESA. Het laboratorium werd gebracht met Spaceshuttle Atlantis-vlucht STS-122 en werd 11 februari 2008 gekoppeld aan Harmony.

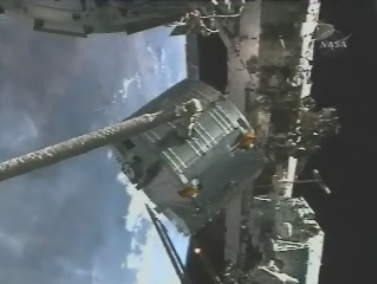
JEM ELM PS wordt aan ISS bevestigd

### Special Purpose Dexterous Manipulator (SPDM)
De Special Purpose Dexterous Manipulator, ook wel Dextre genoemd, is een tweearmige robot (of telemanipulator). Het is een onderdeel en uitbreiding van de reeds aanwezige Canadarm2. Dextre werd gelanceerd aan boord van Spaceshuttle Endeavour-vlucht STS-123.

### Experiment Logistics Module Pressurized Section (ELM PS)
ELM PS is het eerste deel van het Japanse ruimtelaboratorium Kibo. Deze module werd gelanceerd aan boord van Spaceshuttle Endeavour op 11 maart 2008 en was tijdelijk gekoppeld aan Harmony op 14 maart 2008. Nadat het hoofdlaboratorium (ELM PS) bevestigd is (bij shuttlevlucht STS-124), is deze module verplaatst en gekoppeld aan de JEM PM. De module is 4,4 meter in diameter, 4,2 meter lang en weegt 4,2 ton.

### Japanese Experiment Module Pressurized Module (JEM-PM)
JEM PM is een Japanse wetenschapmodule voor het Internationale Ruimtestation ontwikkeld door JAXA. JEM PM is de grootste module die aan het ISS is gekoppeld en werd gelanceerd aan boord van Spaceshuttle Discovery-vlucht STS-124 op 31 mei 2008. Op 3 juni 2008 is de module aan het internationale ruimtestation ISS gekoppeld. De robotarm van het ISS kwam eraan te pas om het laboratorium te kunnen bevestigen. De Japanse astronaut Akihiko Hoshide en zijn Amerikaanse collega Karen Nyberg voerden de operatie uit. De module weegt 14,8 ton, is 4,4 meter in diameter en 11,2 meter lang.
Cubesats worden soms eerst naar het ISS vervoerd en van daar door een veersysteem met een relatieve snelheid van 1 tot 2 m/s weggeschoten. Dit gebeurt met de JEM Small Satellite Orbital Deployer (J-SSOD) en de Nanoracks CubeSat Deployer.

### S6 Truss
De S6 Truss werd op 16 maart 2009 gelanceerd met Spaceshuttle Discovery-vlucht STS-119. De Truss werd op 19 maart aan ISS gekoppeld. De S6 Truss heeft een lengte van 73,20 m, diameter van 10,70 m en een massa van 15 900 kg.

### Poisk(MRM-2)
Poisk, de Mini Research Module 2 werd op 10 november 2009 gelanceerd met een Sojoez-raket en koppelde aan het Russische gedeelte van het ISS op 12 november 2009. MRM2 is bijna identiek aan de bestaande Pirs-module en zal gebruikt worden om Sojoez- en Progress-capsules te ontvangen, heeft een luchtsluis om ruimtewandelingen mogelijk te maken en er zullen ook wetenschappelijke experimenten in worden uitgevoerd.

### Node 3 (Tranquility)
De Node 3 (Tranquility) werd op 8 februari 2010 met Spaceshuttle Endeavour-vlucht STS-130, samen met de Cupola, gelanceerd. Het is een module van ESA en de Agenzia Spaziale Italiana, de Italiaanse ruimtevaartorganisatie. De module bevat de meest geavanceerde lifesupportsystemen. Deze systemen zijn voor het hergebruiken van afvalwater, het genereren van zuurstof en het bevat een systeem om verontreinigingen te verwijderen uit de atmosfeer van het ISS. De Tranquility bevat ook een toilet voor de bemanning.

### Cupola
De Cupola werd op 8 februari 2010 met Spaceshuttle Endeavour-vlucht STS-130 gelanceerd. De Cupola is een observatieonderdeel gemaakt door de ESA. Het zorgt ervoor dat men verschillende werkzaamheden aan de buitenkant van het ISS kan zien en controleren, en voor aardobservatie.

### Rassvet Mini-Research Module (MRM-1)
De Rassvet Mini-Research Module werd op 14 mei 2010 met Spaceshuttle Atlantis-vlucht STS-132 gelanceerd. De Rassvet Mini-Research Module is een Russische module, bedoeld om vracht op te slaan en om Sojoez- en Progress-ruimteschepen te laten koppelen.

### Permanent Multipurpose Module (PMM)
De Permanent Multipurpose Module Leonardo werd op 24 februari 2011 met Spaceshuttle Discovery-vlucht STS-133 gelanceerd. De module bevat reserveonderdelen en voorraden voor het ISS en zal permanent aan het ISS gekoppeld blijven.

### Alpha Magnetic Spectrometer (AMS)
De Alpha Magnetic Spectrometer (AMS) werd op 16 mei 2011 met Spaceshuttle Endeavour-vlucht STS-134 gelanceerd. De AMS is bedoeld om te zoeken naar ongewone materie in de ruimte. De AMS is onder andere tot stand gekomen door CERN.

### Bigelow Expandable Activity Module (BEAM)

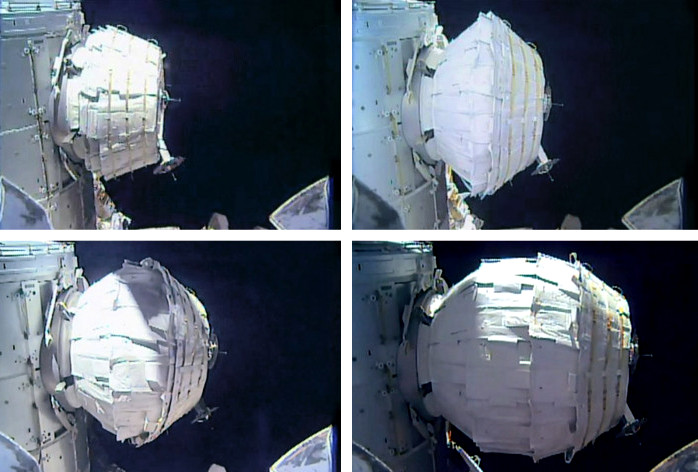
Het uitvouwen van de opblaasbare ISS-module BEAM in 2016

Bigelow Expandable Activity Module (BEAM) is een kleine testmodule voor de veel grotere opblaasbare ruimtestationmodules die Bigelow Aerospace in ontwikkeling heeft. BEAM werd op 8 april 2016 in opgevouwen vorm in de achterbak van Dragon SPX-8 gelanceerd en op 16 april 2016 met behulp van de Canada2arm gekoppeld aan de poort van de Tranquility-node.
Op 26 mei 2016 werd een poging gedaan de BEAM op te blazen. Nadat de voorspelde hoeveelheid benodigde lucht de module onvoldoende liet ontvouwen terwijl de druk in BEAM hoger dan gepland was werd de poging afgebroken.
De oorzaak van het niet uitvouwen lag waarschijnlijk in de 10 maanden vertraging die de lancering had opgelopen. In die tijd zou de stof waarvan de wand gemaakt is stijf zijn geworden. Op 28 mei werd de module alsnog opgeblazen. In 2017 werd besloten BEAM nog zeker drie jaar aangekoppeld te houden en als opslagruimte voor wetenschappelijke experimenten te gaan gebruiken.

### Nanoracks Bishop Airlock
Nanoracks Bishop Airlock is een luchtsluis bedoeld voor het loslaten van kleine satellieten vanuit het ISS. Bishop kan ook worden gebruikt om afval vanuit het ISS de ruimte in te lozen. Zakken met afval zullen dan langzaam naar de aarde zakken en verbranden in de atmosfeer. Op 6 december 2020 heeft SpaceX de Bishop met SpaceX CRS-21 naar het ISS gebracht. Op 19 december werd de luchtsluis gekoppeld aan de module Tranquility.

### Naoeka
De Multipurpose Laboratory Module (MLM) alias Naoeka (Engels: Nauka) is een Russische module aan het Russische segment. Deze wordt gebruikt voor experimenten.
De lancering die meermaals werd uitgesteld vond plaats op 21 juli 2021. Naoeka moest Pirs vervangen. Van oorsprong werd de Naoeka in de jaren 1990 gebouwd als reservemodule die bij eventuele problemen bij de lancering van de Zarja kon worden gebruikt. Daarna werd deze gemoderniseerd.
Na de lancering kreeg de Naoeka problemen met een navigatieantenne en de voortstuwing. Het probleem met de antenne die niet uitklapte werd vrij snel verholpen, de problemen met de voortstuwing leken ruim 28 uur na de lancering te zijn verholpen en een eerste test-koerscorrecties werd met succes uitgevoerd. Daarna bleken er nog problemen met het KURS-navigatiesysteem (voor de aankoppeling) te zijn maar ook die werden uiteindelijk opgelost waarna de nadering naar het ISS kon worden ingezet.
De aankoppeling was op 29 juli 2021. Toen enkele uren later de poort naar de Naoeka werd geopend werden sensoren geactiveerd waardoor Naoeka’s boordcomputer dacht niet te zijn aangekoppeld en de motoren van de Naoeka ongecontroleerde correcties begonnen uit te voeren. Het ISS kantelde daarbij zo’n 40 graden. Andere motoren van het ISS moesten daardoor tegencorrecties uitvoeren. Pas nadat het team in sterrenstad de software had aangepast (een uplink was alleen mogelijk op een moment waarop het ISS boven Rusland vloog) werd het ISS weer bestuurbaar.

### European Robotic Arm
De European Robotic Arm is een robotarm voor gebruik op het Russische gedeelte van het ISS, werd tegelijk met Naoeka gelanceerd.

### Pritsjal UM
De Nodal Module Pritsjal: Russische module voor het assisteren van koppelingen in het Russische segment. Werd gelanceerd op 24 november 2021, op 26 november 2021 aangekoppeld bij de Nadir-poort van de Naoeka en wordt begin 2022 verder aangesloten. De Pritsjal was voor zover bekend de laatste van de niet commerciële modules die aan het ISS werd toegevoegd.

## Voormalige ISS-module

### PirsAirlock/Docking, 2001-2021
De op 14 augustus 2001 gelanceerde Pirs Airlock/Docking-module stelde Russische Sojoez- en Progress-ruimtevaartuigen in staat om soepel aan te meren. Daarnaast had deze een luchtsluis waar Russische kosmonauten gebruik van kunnen maken bij ruimtewandelingen. De lengte van deze module is 5,00 m, de diameter is 2,20 m en de massa is 3630 kg.
Op 26 juli 2021 werd de Pirs afgekoppeld en door vrachtcapsule Progress MS-16 uit zijn baan om de aarde geduwd. Dit gebeurde om ruimte te maken voor de Naoeka- en de Pritsjal-modules. De Pirz was als tijdelijke module bedoeld en had in de aanvankelijke planning in 2007 al het veld moeten ruimen voor de Naoeka. Door vele problemen bij de bouw van de Naoeka duurde dit veertien jaar langer.
ESA-astronaut Thomas Pesquet wist vanuit het ruimtestation het verbranden van de Pirz en Progress MS-16 op film vast te leggen.

## Geplande en geannuleerde modules
Na het ongeluk met de Spaceshuttle Columbia op 1 februari 2003 heeft de bouw vertraging opgelopen. Daarnaast rezen er steeds meer vragen over de haalbaarheid van de voltooiing en het nut van ISS omdat de kosten veel hoger uitvielen dan gepland. In juli 2004 is besloten om door te gaan met de bouw in een iets afgeslankter vorm dan oorspronkelijk gepland.

### Gepland

#### Geplande commerciële modules
- Habitable Commercial Module: op 27 januari 2020 selecteerde NASA het bedrijf Axiom Space om een commerciële verblijfsmodule voor het ISS te bouwen. Dit is de eerste van vijf modules die NASA voor ogen heeft om de openstelling van het ISS voor commerciële ruimtevaarders te faciliteren.[9] Dit cluster van ten minste vijf modules zou wanneer het ISS buiten gebruik wordt gesteld van het ISS moeten worden losgekoppeld en als zelfstandig commercieel ruimtestation moeten doorgaan.

### Oorspronkelijk gepland maar later geannuleerd
- Universal Docking Module: vervangen door Multipurpose Laboratory Module
- Centrifuge Accommodations Module: laboratorium met gecontroleerde zwaartekracht
- Docking and Storage Module: vervangen door Multipurpose Laboratory Module
- Habitation Module
- Interim Control Module: was ontwikkeld voor het geval dat de lancering van de Zvezda zou falen
- Propulsion Module
- Russian Research Module: Russisch laboratorium: vervangen door Docking Cargo Module (DCM)
- Science Power Platform: reeks van zonnepanelen voor extra energievoorziening
- NASA X-38: Crew Return Vehicle: vervangen door een gewone Sojoez TMA en sinds 2016 Sojoez MS ook de Commercial Crew-voertuigen gelden als ontsnappingsmodules.

## Ruimtecapsules als reddingssloep
Naargelang er drie of zes of acht personen aan boord zijn, zijn één of twee ruimtecapsules aanwezig, voor reguliere landingen maar ook als reddingssloep. Voorheen waren dit alleen Sojoez-capsules maar ook de Crew Dragon en Starliner zullen deze functies vervullen.
Als er gevaar dreigt, bijvoorbeeld van naderend ruimteschroot waarbij een kleine baanwijziging van het ISS het risico niet afdoende kan beperken (bijvoorbeeld doordat het gevaar te laat wordt gesignaleerd), nemen de personen aan boord uit voorzorg erin plaats. Dit is vier keer voorgekomen, de laatste keer in juli 2015, toen een klein deel van een oude Russische weersatelliet naderde. Het gevaar werd anderhalf uur van tevoren gesignaleerd. Uiteindelijk vloog het stuk ruimteschroot op 3 km afstand voorbij. Ook in de andere drie gevallen was daadwerkelijke voortijdige terugkeer naar de Aarde niet nodig.
Op 29 juli 2021 werden de ruimteschepen (Crew Dragon en Sojoez) opgestart wegens een noodsituatie toen de motoren van de enkele uren daarvoor aangekoppelde Naoeka-module op hol sloegen en het ruimtestation daardoor ongecontroleerd 45 graden gekanteld raakte. De bemanning zou als het verder mis ging naar de capsules gaan. Het Russische grondteam wist na zo’n 45 minuten de controle over het ISS terug te krijgen.
In 2019 was er een koppelpoort voor de Sojoez defect. De onbemande Sojoez MS-14 (een testvlucht) kon daardoor niet aankoppelen bij het ISS. Daarom ging de bemanning van Sojoez MS-13 aan boord van hun capsule en verplaatste die capsule naar de defecte poort omdat handmatig aankoppelen nog wel mogelijk was. Sojoez MS-14 kon daardoor aan de vrijgekomen poort aankoppelen. Dat de hele bemanning van MS-13 in de Sojoez moest plaatsnemen was om er zeker van te zijn dat er bij het mislukken van de manoeuvre geen extra bemanningsleden zouden achterblijven als er een noodlanding moest worden ingezet.
Oorspronkelijk had NASA de X-38 als reddingssloep willen inzetten. Maar die terugkeermodule werd uiteindelijk niet uitontwikkeld.

## Huidige status

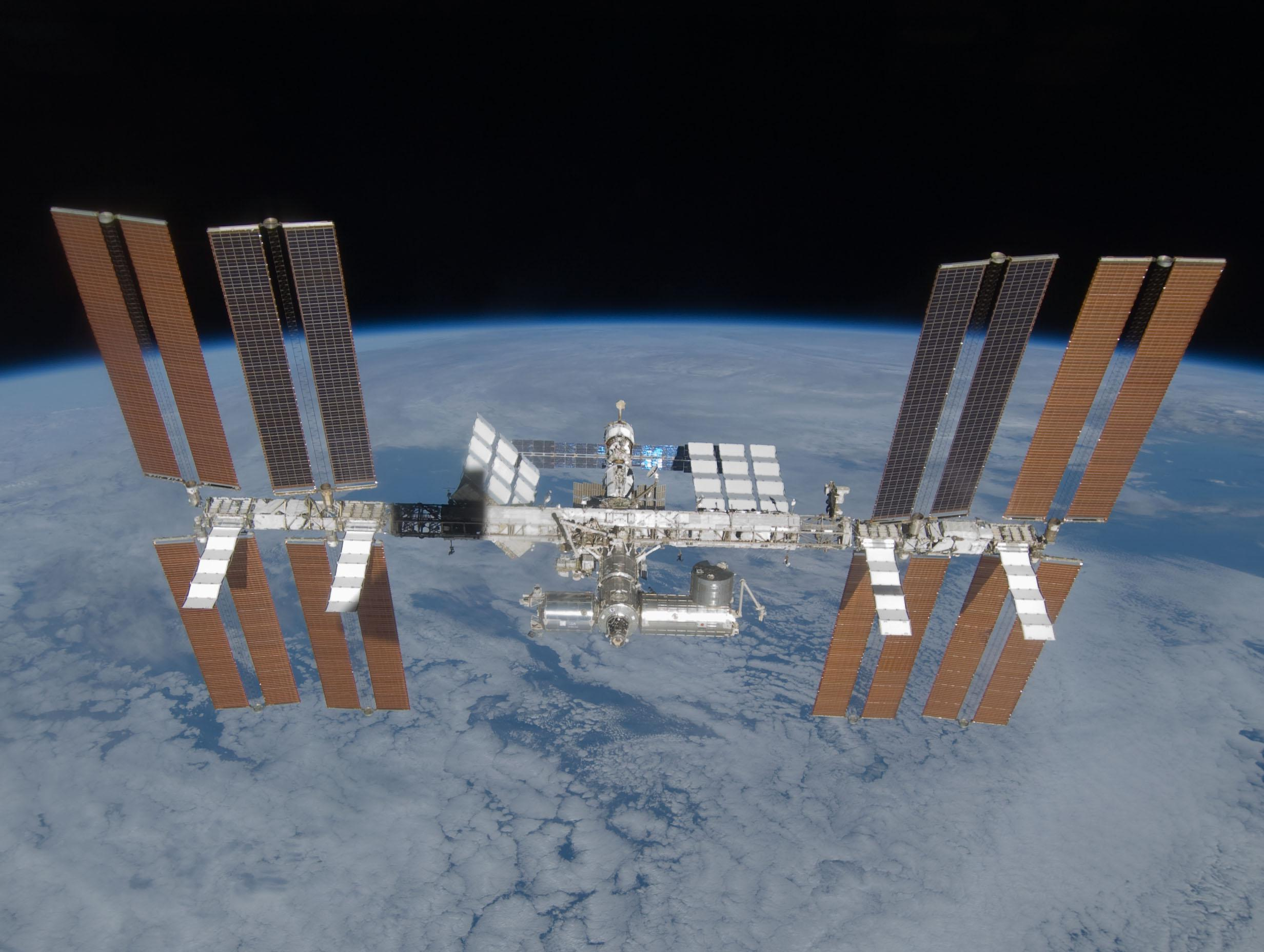
Status ISS, na STS-119 Spaceshuttle Discovery-missie, maart 2009

In maart 2009 bevond het ruimtestation zich op een hoogte van ongeveer 355 km. Alle reeds geplaatste modules samen hebben een massa van 262,2 ton en een inhoud van ongeveer 574 m³. De maximale maten zijn 52 m lang (van Zvezda tot Harmony/PMA-2), 92,7 meter breed (van S6 tot P6) en 27,4 m hoog. De zonnepanelen hebben een maximale spanwijdte van 73,2 meter.
De bemanning bestaat uit drie vaste bemanningsleden. Elke dag daalt het vaartuig ongeveer honderd meter, waardoor continu moet worden gecorrigeerd. De gemiddelde snelheid bedraagt 27 744 km/h (7700 m/s). In ongeveer 91,2 minuten draait het ISS om de Aarde (de baanlengte is ongeveer 42 000 km). Overdag is de temperatuur aan boord van de woon- en werkvertrekken 26,9 °C.

## Beëindiging ISS-project
Er zijn meermaals data genoemd waarop het ISS buiten gebruik zal worden gesteld. In juli 2011 werd bekendgemaakt dat het ISS mogelijk in 2020 buiten gebruik zou worden gesteld. Later werd dat 2024. In december 2021 werd bekend dat de regering Biden-Harris het doorgaan tot 2030 van de activiteiten van het ruimtestation ISS zal blijven ondersteunen. Het ruimtestation zal dan uit zijn baan om de Aarde worden gehaald om het gecontroleerd neer te kunnen laten storten in de South Pacific Oceanic Uninhabited Area, bij Point Nemo. Als belangrijkste reden wordt het tegengaan van de vorming van ruimteschroot genoemd. Het plan is dat het ISS wordt opgevolgd door een of meer Commercial LEO Destinations (CLDs). Al enkele jaren van tevoren zal begonnen worden de hoogte door afremmen geleidelijk te verminderen in plaats van deze door boosts op peil te houden.
Er zijn plannen om het ISS in de resterende tijd te commercialiseren. NASA heeft het Amerikaanse deel van het ISS in 2019 opengesteld voor betalende ruimtetoeristen en commerciële ruimtevaarders. Daarvoor worden ook nieuwe commerciële modules toegevoegd, zoals die van Axiom Space, die te zijner tijd zelfstandig verder gaan. Commerciële klanten moeten zelf de reis naar het ISS organiseren.
Mogelijk worden delen hergebruikt voor een nieuw te bouwen Russisch ruimtestation, Orbital Piloted Assembly and Experiment Complex (met als afkorting van de Russische naam: OPSEK).
Er zijn geen plannen om het ISS of grote componenten ervan intact naar de Aarde te brengen om bijvoorbeeld tentoongesteld te worden, omdat dit bijna niet mogelijk is en niet zo essentieel is. De modules zijn ook niet ontworpen om gemakkelijk te demonteren in de ruimte.
Op 30 april 2022 maakte Roskosmos bekend zich in 2024 terug te trekken uit het ISS. Ze verlengen hun aandeel niet naar aanleiding van de sancties tegen Rusland en een lijst Russische individuen die door westerse landen werden opgelegd na de invasie van Rusland in Oekraïne. Op 26 juli 2022 leek de terugtrekking per 2024 bevestigd door Borisov, de nieuwe directeur van Roskosmos. Borisov kwam daar enkele dagen later op terug om te specificeren dat hij "na 2024" had gezegd en niet zoals in de media gemeld "per 2024". Het moment van Russische terugtrekking hangt samen met de ontwikkeling van een eigen Russisch ruimtestation. Op 27 april 2023 werd bekend dat Rusland de activiteiten van het ruimtestation tot 2028 zal ondersteunen.
Op 26 juni 2024 won SpaceX, NASA’s aanbesteding om een voertuig te ontwikkelen dat het ISS in 2030 gecontroleerd de dampkring in moet sturen. Het bedrijf ontvangt hiervoor 843 miljoen dollar. Het U.S. Deorbit Vehicle is een Cargo Dragon die van een grotere achterbak is voorzien met daarin de raketmotoren en brandstof om het ruimtestation uit zijn baan te duwen.

## Observeren

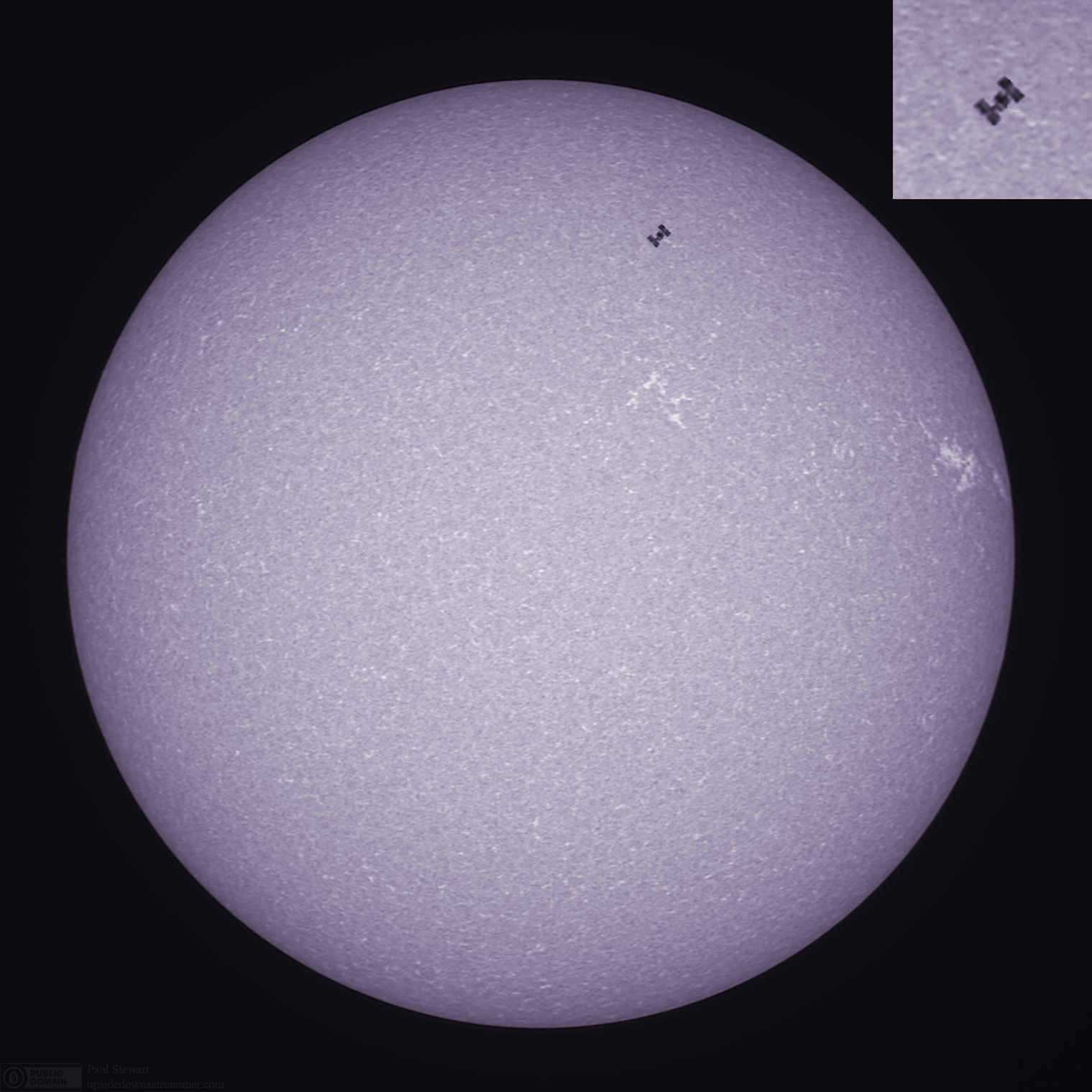
ISS voor de zon

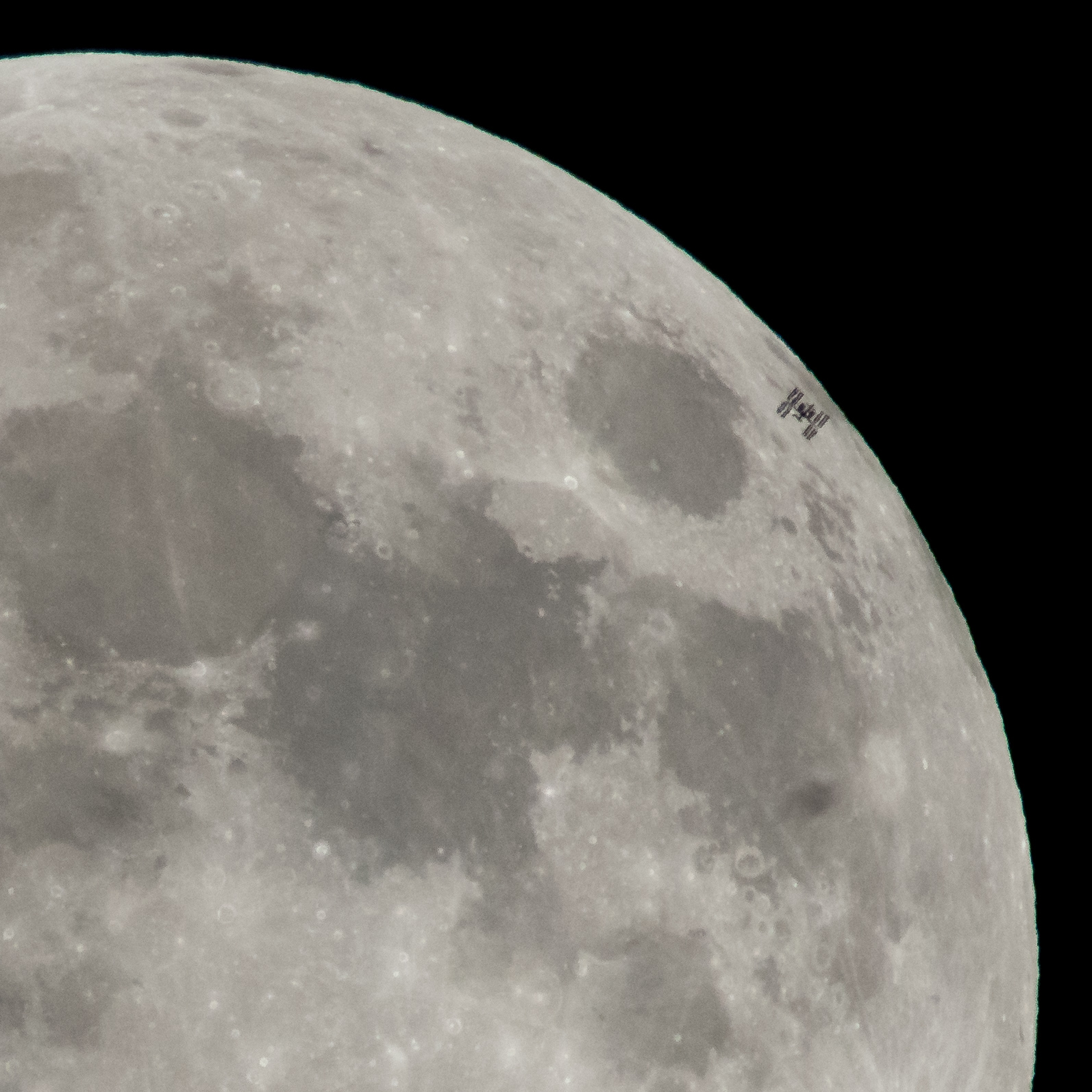
ISS voor de maan

Door de grootte van het Internationale Ruimtestation ISS en met name de grote reflecterende zonnepanelen is het ruimtestation een gemakkelijk, met het blote oog, te observeren object. Op sommige momenten is het een van de helderste objecten aan de hemel.
Door de lage baan om de aarde en de hoek van de zon is het echter maar voor korte perioden zichtbaar. Het ISS is dan te zien als een snelbewegende, heldere ster, die in enkele minuten tijd van ruwweg west naar oost beweegt. Het ruimtestation is meestal zichtbaar enkele uren na zonsondergang, of voor zonsopkomst en een overgang duurt nooit langer dan circa zeven minuten.
Het ISS wordt zichtbaar wanneer het (ongeveer in het westen) opkomt, of hoger aan de hemel uit de aardschaduw tevoorschijn komt ('s ochtends), en verdwijnt weer wanneer het (ruwweg in het oosten) ondergaat, of hoger aan de hemel in de aardschaduw verdwijnt ('s avonds).
De gunstigste verschijningen van het ISS vinden plaats wanneer het ruimtestation vrijwel recht boven de waarnemer langs beweegt. Het object is dan hoog aan de hemel zichtbaar, en, door de geringe minimumafstand, zeer helder.
NASA heeft een lijst met data wanneer het ISS zichtbaar is via hun Sightings-webpagina. Deze gegevens zijn ook beschikbaar via de ESA en de onafhankelijke site Heavens Above. Details voor overgangen boven Nederland en Vlaanderen zijn te vinden op de website hemel.waarnemen.com/iss.
Er zijn in de verschillende app-stores ook handige apps te vinden die vooraf waarschuwen wanneer het ISS zal passeren. Deze apps kunnen op de smartphone worden geïnstalleerd en geven 5 minuten voor de passage een melding. Zo weet men dan precies wanneer men naar buiten moet gaan om het ISS te kunnen zien.

## Amateurastronomen en het ISS
Ervaren amateurastronomen, gewapend met telescopen en aankoppelbare digitale camera's, zijn in staat gedetailleerde beelden te maken van het ISS. Op deze beelden kunnen de verschillende compartimenten en zonnepanelen van het station worden herkend. Er kan ook nagegaan worden of er bevoorradingstuigen aan het station zijn gekoppeld. Reeksen digitale opnames, kort na elkaar gemaakt, tonen tevens de kantelbeweging van het station ten opzichte van de waarnemer op aarde.

## Bemanningen
Naast verschillende bezoekers, ook wel ruimtetoeristen genoemd, kent het ruimtestation een vaste bemanning. Zo maakten de Belgische astronaut Frank De Winne en de Nederlander André Kuipers al deel uit van die vaste bemanning. Tegenwoordig zijn er afwisselend drie en zes personen aan boord, waarbij er dienovereenkomstig één of twee Sojoez TMA-M aanwezig zijn. Vaak gaat het zo dat er drie personen bij komen, als er drie personen zijn. Vervolgens vertrekken de eerste drie.
In maart 2015 zijn er echter drie astronauten gearriveerd waarvan er twee (Kelly en Kornienko) een jaar bleven. Vervolgens zijn de drie die eerder aanwezig waren vertrokken. In juli 2015 kwamen er drie bij. Bij de drie die hierna vertrokken (september 2015) waren er dus twee (Mogensen en Aimbetov) die pas in juli 2015 aankwamen. Aimbetov nam deel in plaats van gepland ruimtetoerist Sarah Brightman, die van de vlucht afzag.
De zes maanden na de mislukte lancering van Sojoez MS-10 was het ruimtestation door maar drie mensen bewoond met uitzondering van de dagen tussen de aankomst van Sojoez MS-11 en het vertrek van Sojoez MS-09.
Vanaf eind 2020 zullen de Commercial Crew-voertuigen vier personen per vlucht vervoeren waardoor de ISS-bemanning met een persoon wordt uitgebreid tot meestal zeven. Tijdens missiewisselingen kan dat, als er twee Commercial Crew-voertuigen en twee Sojoez-capsules zijn aangekoppeld, tijdelijk oplopen tot maximaal veertien.
NASA heeft naar aanleiding van de commerciële openstelling van het ISS interesse getoond om ook stoelen aan boord van korte commerciële vluchten naar het ISS te kopen om zodoende korte onderzoeksmissies in het ISS uit te voeren.

## Opnames voor bioscoopfilms
Regisseur Klim Shipenko en actrice Yulia Peresild zullen met de Sojoez MS-19 (vertrek 5 oktober 2021) en de retourvlucht van de Sojoez MS-18 de reis naar het ISS maken, om daar opnames te maken voor een film met de voorlopige naam The Challenge.
Axiom Space heeft een vlucht gepland voor acteur Tom Cruise en filmregisseur en -producent Doug Liman, die in het ISS een film zullen opnemen.

## Trivia
- In 2020 bracht LEGO een model van het ISS uit.
- Op 8 maart 2024 sloeg het restant van een accumodule van het ISS door het dak van een woning in Naples in Florida. Het stuk ruimteafval was in 2021 van het ISS verwijderd. De eigenaren van het huis hebben in juni 2024 NASA verzocht een schadevergoeding te betalen.[28]